# 圣若望及保禄大殿 (威尼斯)
45°26′21″N 12°20′32″E / 45.4392°N 12.3421°E

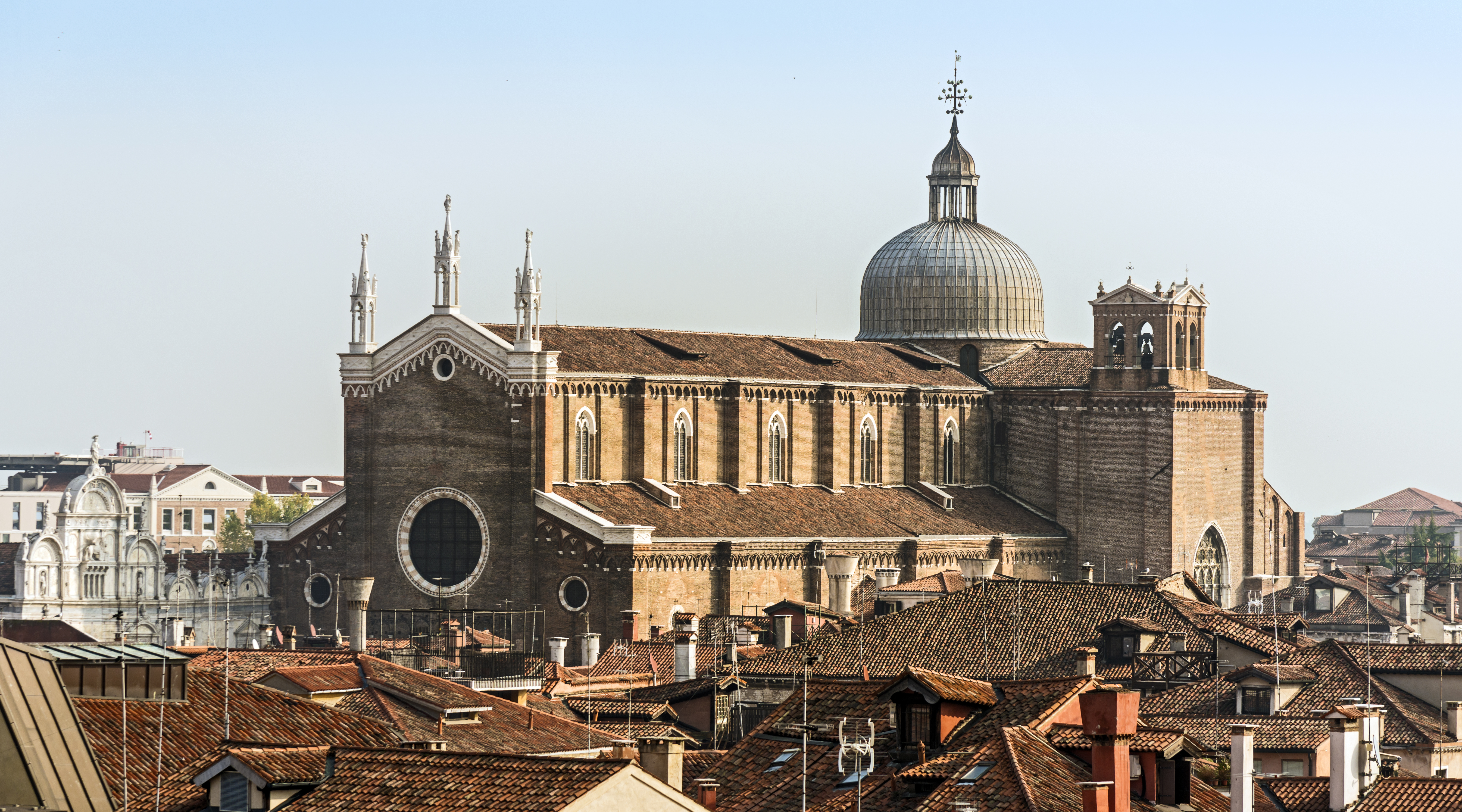
圣若望及保禄大殿

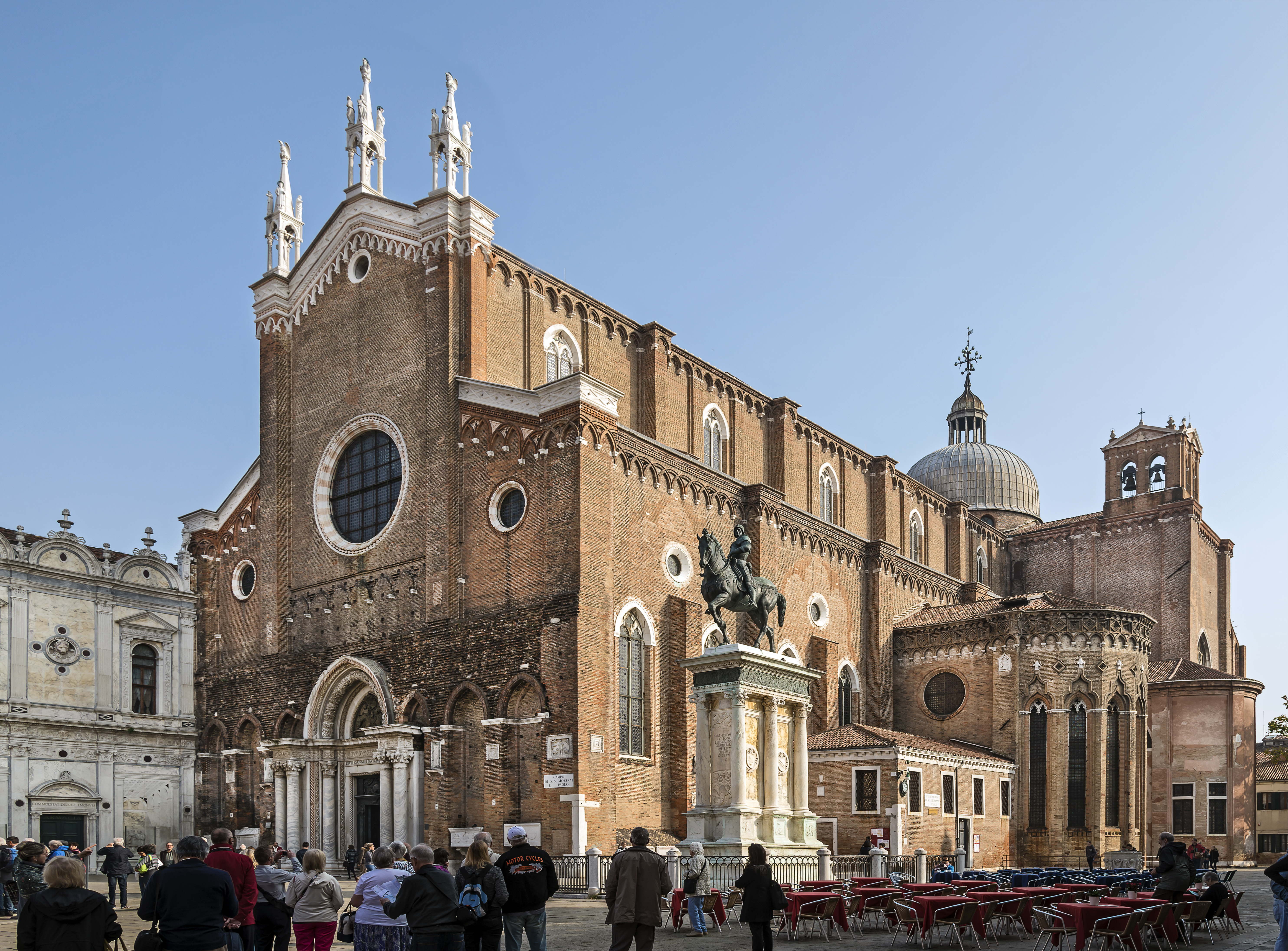
圣若望及保禄大殿的立面

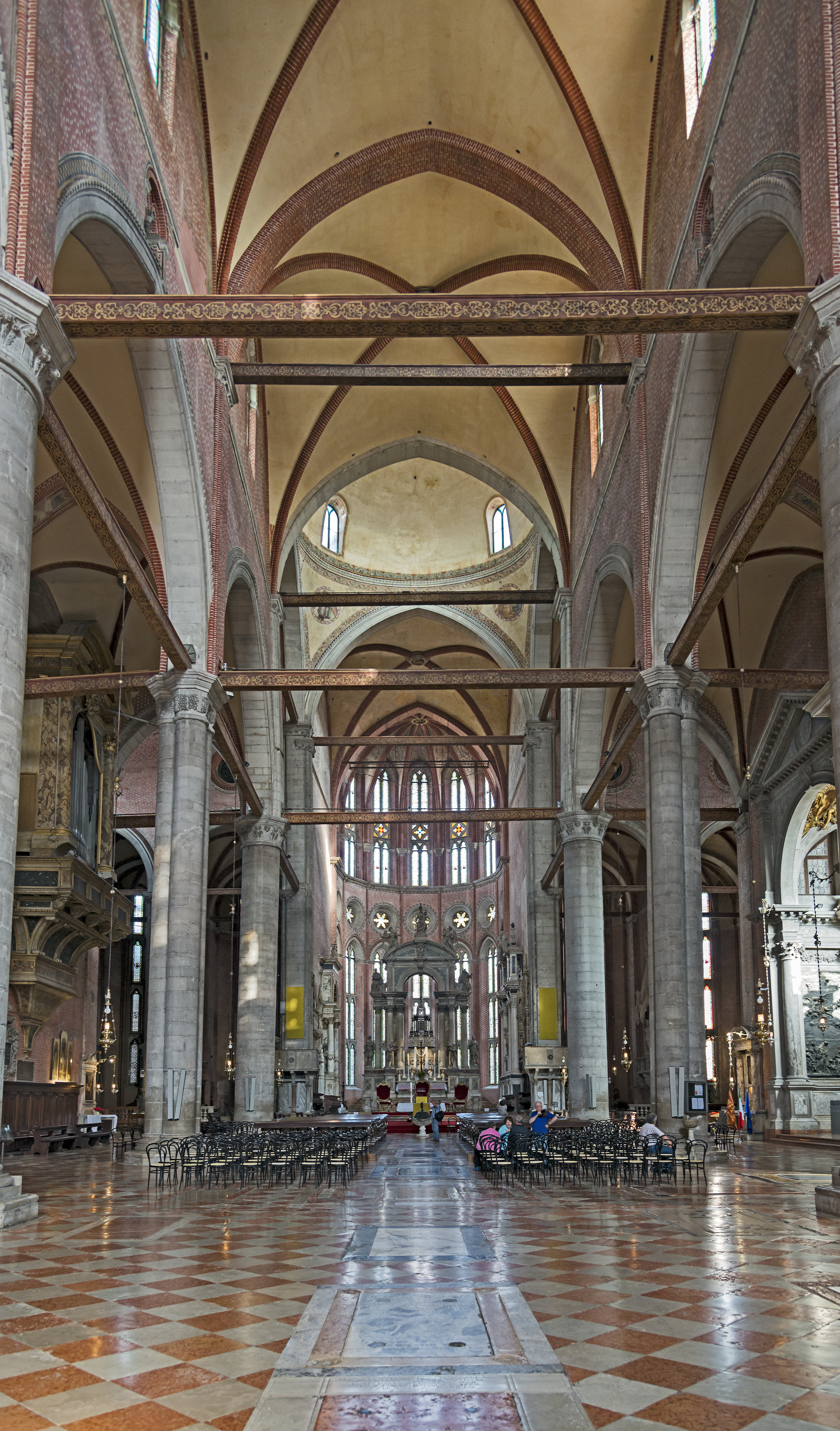
教堂内部

圣若望及保禄大殿（威尼斯）（義大利語：Basilica di San Giovanni e Paolo），在威尼斯方言中称为“San Zanipolo”，是威尼斯最大的教堂之一，具有天主教宗座圣殿的地位。这是一座巨大的意大利哥特式砖砌建筑物，是威尼斯主要的道明会教堂，为向大批信徒讲道之用。它奉献给若望及保禄，不是《圣经》中同名的宗徒，而是初期罗马教会中两位无名的殉道者，他们的名字记载于3世纪。
1246年，總督雅科波·提埃坡罗梦见一群白鸽飞过一片沼泽地，就将这块地捐赠了给道明会。第一座教堂在1333年被毁，随后开始建造今天的教堂，到1430年完成。
教堂内部有许多丧葬纪念碑和绘画，以及和平之后，一个神奇的拜占庭雕塑，位于南部的过道内，以及瑟纳贞女圣加大利纳（锡耶纳的圣凯瑟琳）的一只脚，这是这座教堂主要的圣物。
圣若望及保禄大殿是圣马可-城堡教区的总堂，该教区的教堂还包括San Lazzaro dei Mendicanti教堂、Ospedaletto教堂 和 Beata Vergine Addolorata。

## 葬于此堂者

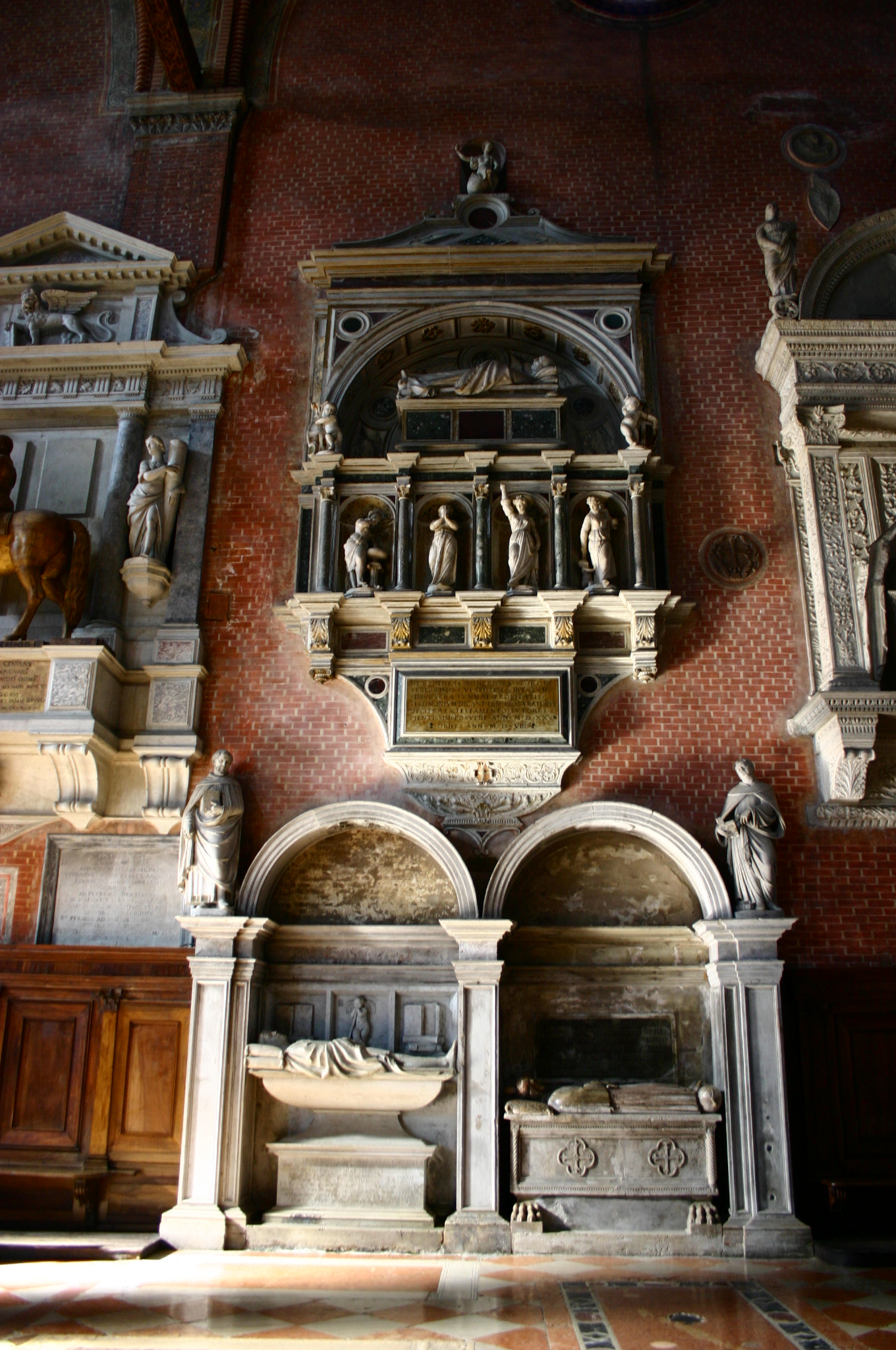
圣若望及保禄大殿，中世紀與文藝復興時期的壁墓

15世纪以后，历任威尼斯总督的葬礼都在此举行。共有25位位总督安葬在此：
- Jacopo Tiepolo（死于1249年）
- Reniero Zeno（英语：Reniero Zeno） (d. 1268)
- Lorenzo Tiepolo (d. 1275)
- Giovanni Dolfin（英语：Giovanni Dolfin） (d. 1361)
- Marco Cornaro（英语：Marco Cornaro） (d. 1368)
- Michele Morosini（英语：Michele Morosini） (d. 1382)
- Antonio Venier（英语：Antonio Venier） (d. 1400)
- Michele Steno（英语：Michele Steno） (d. 1413)
- Tommaso Mocenigo（英语：Tommaso Mocenigo） (d. 1423)
- Pasquale Malipiero（英语：Pasquale Malipiero） (d. 1462)
- Nicolo Marcello（英语：Nicolo Marcello） (d. 1474)
- Pietro Mocenigo（英语：Pietro Mocenigo） (d. 1476)
- Andrea Vendramin（英语：Andrea Vendramin） (d. 1478)
- Giovanni Mocenigo（英语：Giovanni Mocenigo） (d. 1485)
- Leonardo Loredan（英语：Leonardo Loredan） (d. 1521)
- Alvise I Mocenigo（英语：Alvise I Mocenigo） (d. 1577)
- Sebastiano Venier（英语：Sebastiano Venier） (d. 1578)
- Bertucci Valiero（英语：Bertucci Valiero） (d. 1658)
- Silvestro Valiero（英语：Silvestro Valiero） (d. 1700)

其他葬于此教堂的人物包括：
- Orazio Baglioni（英语：Orazio Baglioni） (d. 1617), general
- Gentile Bellini (d. 1507), 藝術家
- Giovanni Bellini (d. 1516), 藝術家
- Gianbattista Bonzi（英语：Gianbattista Bonzi） (d. 1508), senator
- Bartolomeo Bragadin（英语：Bartolomeo Bragadin）, 詩人
- Marco Antonio Bragadin（英语：Marco Antonio Bragadin） (d.1571), general, flayed alive by the Turks - the tomb contains only his skin
- Jacopo Cavalli（英语：Jacopo Cavalli） (d. 1384), general
- Alvise Diedo（英语：Alvise Diedo）, commander-in-chief
- Marco Giustiniani（英语：Marco Giustiniani） (d. 1346), sea captain
- Pompeo Giustiniani (d. 1616), condottiere
- Palma the Younger（英语：Palma the Younger） (d. 1628), 藝術家
- Vettor Pisani（英语：Vettor Pisani） (d. 1380), admiral
- Niccolò Orsini（英语：Niccolò di Pitigliano）, (d. 1510), commander-in-chief
- Leonardo da Prato（英语：Leonardo da Prato） (d.1511), condottiere
- Alvise Trevisan（英语：Alvise Trevisan） (d. 1528)
- Edward Windsor, 3rd Baron Windsor（英语：Edward Windsor, 3rd Baron Windsor） (d. 1574)